# نقار الخشب الأسود
نقار الخشب الأسود (الاسم العلمي: Dryocopus  martius) (بالإنجليزية: Black  Woodpecker)‏ هو طائر ينتمي إلى نقار الخشب (فصيلة: Picidae).